# 洛林王朝
洛林王朝（德語：Haus Lothringen）是梅茨王朝的一个分支。该家族分支在1473年洛林公爵尼古拉斯一世无嗣而终后继承了洛林公国。1736年，通过洛林公爵弗朗索瓦三世与玛丽亚·特蕾莎的联姻，哈布斯堡王朝取得了奥地利王位继承战争的胜利，洛林王朝也与哈布斯堡王朝合并，称为哈布斯堡-洛林王朝。自1745年到帝国解散的1806年，弗朗茨一世、他的儿子约瑟夫二世和利奥波德二世，以及孙子弗朗茨二世是最后四位神圣罗马帝国皇帝。哈布斯堡-洛林王朝随后继续统治奥地利帝国和奥匈帝国，直至1918年。
尽管洛林王朝的长系应为霍恩贝格公爵一系，王朝目前的族长与正统继承人还是1961年出生的卡尔·冯·哈布斯堡-洛林，他是奥匈帝国末代皇帝卡尔一世的长孙。

## 祖系

### 阿登–梅茨王朝
该家族自称是从杰拉德一世（巴黎伯爵，死于779年）的后代。巴黎伯爵的直系后代都被称为吉拉迪德斯。活跃于10世纪的马特弗里丁斯王朝也被认为是其中一个分支；10世纪时，该家族成为梅茨伯爵，并在阿尔萨斯和洛林统治许多土地。文艺复兴时期的洛林公爵往往都僭称自己是卡洛林王朝的子嗣，大仲马在1846年成书的小说《蒙梭罗夫人》（La Dame de Monsoreau）中对此有所提及；事实上，这个说法猜测的成分居多，因为没有多少有关阿尔萨斯与洛林王朝的早期文献流传下来。
1048年，神圣罗马帝国皇帝亨利三世将上洛林授予梅茨伯爵阿达尔贝特，随后又将其授予阿达尔贝特的弟弟杰拉德。杰拉德一系分支统称为阿尔萨斯王朝，或沙特努瓦王朝。该王朝一直领有上洛林公国到1431年查理二世去世为止。

### 瓦德蒙特家族和吉斯家族

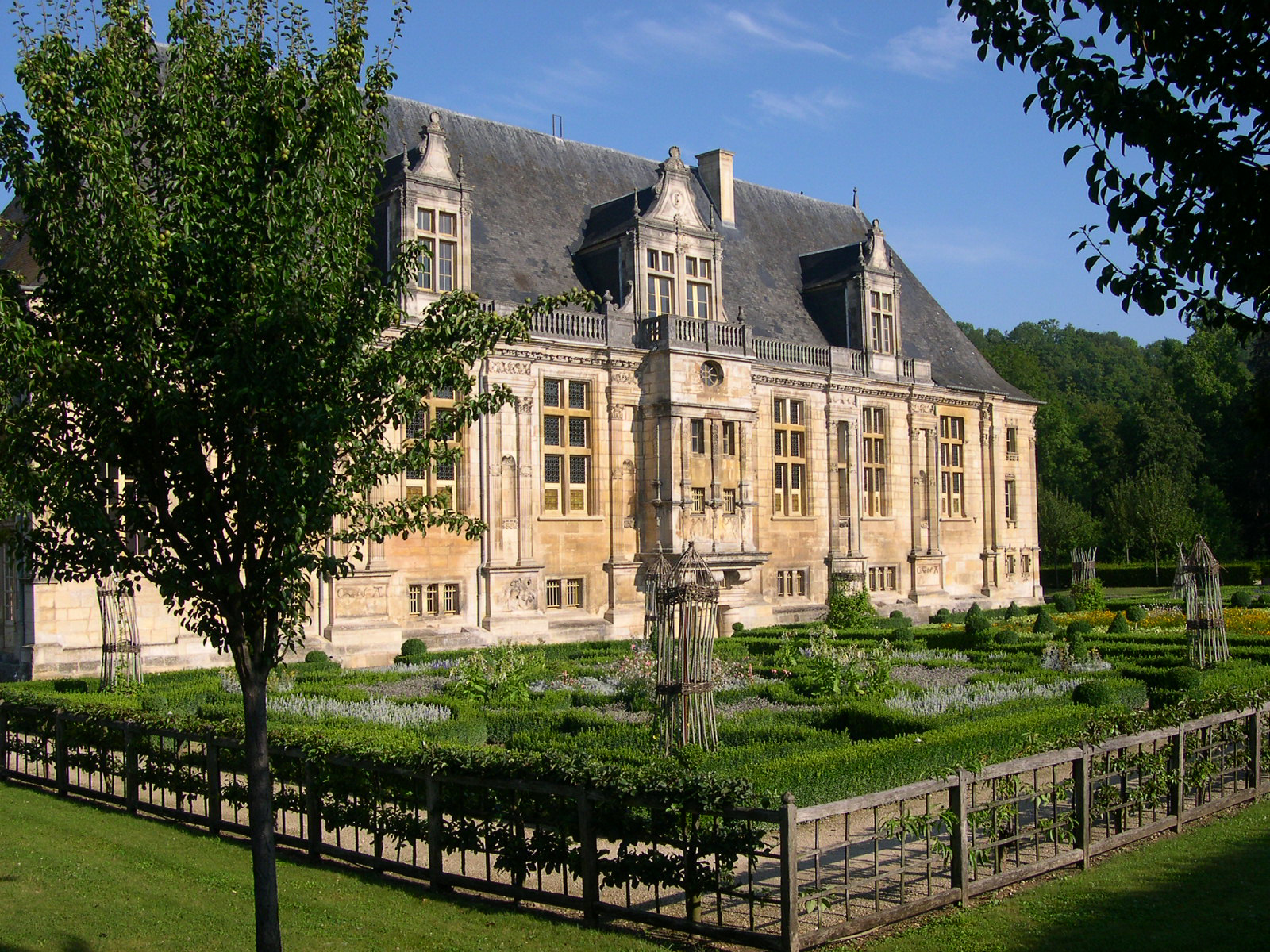
吉斯公爵的采邑，位于茹万维尔的大花园城堡。

在1453年-1473年间，洛林公国短暂地由大胆查理的女儿的丈夫约翰·卡拉布里亚领有，他是卡佩王朝的后裔。其后，洛林王朝的一个小分支，瓦德蒙特家族恢复了对公国的统治。此时公国的统治者为雷内二世，他后来又获得了巴尔公爵的头衔。
法国宗教战争期间，洛林王朝其中一个一个小分支，即吉斯家族，开始主宰国内政治。在亨利三世统治时期末期，吉斯家族甚至有机会通过联姻继承法兰西王位。玛丽·德·吉斯，即苏格兰女王玛丽一世的母亲，也来自这一家族。
在波旁王朝统治期间，吉斯家族仍然是最高等的贵族，此时家族的领袖为埃尔伯夫公爵。同时，瓦德蒙特家族则继续统治独立洛林和巴尔公国。路易十四的于1669-1697年间占领洛林，迫使洛林公爵与世仇的哈布斯堡王朝神圣罗马帝国皇帝结为永久同盟。

## 哈布斯堡-洛林王朝

哈布斯堡-洛林王朝的纹章。中间的盾徽由哈布斯堡、班贝格和洛林各自的纹章组成。

哈布斯堡的神圣罗马帝国皇帝约瑟夫一世和查理六世都没有合法男性继承人，因此1713年国事诏书将哈布斯堡的领地留给了当时尚未出生玛丽亚·特蕾西亚。1736年，查理六世同意洛林公爵弗朗茨·斯蒂芬迎娶他的女儿，以得到洛林公国。作为交换，弗朗茨一世从皇帝那里得到了托斯卡纳大公国以及泰申公国。
1740年，查理六世逝世。哈布斯堡的世袭领土被玛丽亚·特蕾西娅继承。哈布斯堡-洛林的联姻和王朝联统引发了奥地利王位继承战争，结果不仅玛丽亚·特蕾西娅成功保住了自己的领土，弗朗茨·斯蒂芬更于1745年当选为新任神圣罗马皇帝，称弗朗茨一世。两人的女儿玛丽·安托瓦内特和玛丽亚·卡洛琳娜分别成为了法国和西西里王国的皇后；而两人的儿子约瑟夫二世和利奥波德二世则先后继任为神圣罗马帝国皇帝。
除了哈布斯堡王朝的核心领土，即奥地利大公国、匈牙利王国和波西米亚王国，哈布斯堡-洛林王朝的几个分支还统治折意大利的几处公国，包括托斯卡纳大公国（直到1860年），帕尔马公国（直至1847年）和摩德纳公国（直到1859年）。该王朝的马克西米兰大公在1863-1867年间担任墨西哥皇帝。
1900年，奥地利大公弗朗茨·斐迪南（奥匈帝国的法定皇位继承人）因与霍恩伯格女公爵苏菲贵贱通婚，被排除了继承奥匈帝国皇位的资格。 他们与其后裔的一支被称为霍恩伯格家族，并继承了洛林公国。尽管如此，弗朗茨·斐迪南的弟弟奥托·弗朗茨之长孙奥托·冯·哈布斯堡仍被普遍视为哈布斯堡王朝的大家长，直到奥托于2011年逝世。1951年，前皇储奥托更于瓦德蒙特的故都南锡迎娶了萨克森-迈宁根的瑞吉娜公主。

## 历代统治者名单
详见洛林统治者列表。

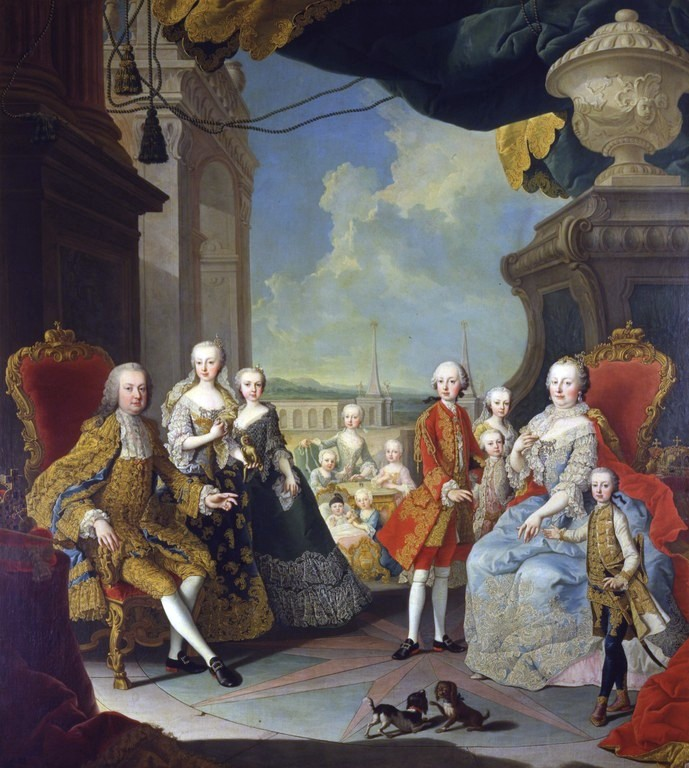
弗朗茨一世与王室成员。

以下列出自11世纪起，洛林王朝的统治者。包括阿登-梅茨，洛林和哈布斯堡-洛林的家谱。同时也列出1918年后哈布斯堡-洛林王朝的后裔。

### 梅茨王朝（阿登-梅茨)
- Adalbert, 上洛林公爵 r. 1047/8
- Gérard, 洛林公爵, r. 1048–1070
- Theodoric (Thierry) II,r. 1070–1115
- Simon I, r. 1115–1138
- Matthias I, r. 1138–1176
- Simon II, r. 1176–1215
- Frederick I, r. 1205/6
- Frederick II, r. 1206–1213
- Theobald I, r. 1213–1220
- Matthias II, r. 1220–1251
- Frederick III, c. 1251–1303
- Theobald II, r. 1303–1312
- Frederick IV, r. 1312–1328
- Rudolph, r. 1328–1346 战死于克雷西会战
- John I, r. 1346–1390
- Charles II, r. 1390–1431

查理二世死后无嗣，洛林公国被他的女儿Isabella继承。其后通过联姻被那不勒斯公爵雷内联统。他们的儿子约翰二世 (r. 1453–1470)及孙子尼古拉斯一世 (r. 1470–1473)随后继承了公国。尼古拉斯一世死后亦无嗣，公国就被约翰二世的妹妹约兰德所继承。

### 洛林王朝
洛林王朝是由约兰德与瓦德蒙特公爵雷内（1451-1508）的联姻形成的。雷内是约翰一世（约兰德的曾祖父）的后裔。雷内也因此于1473年继承洛林公爵的头衔。
- René II, Duke of Lorraine,  r. 1473–1508
- Antoine, r. 1508–1544
- Francis I, r. 1544/5
- Charles III, r. 1545–1608 (他的母亲是丹麦的Christina of Denmark，摄政直到他成年)
- Henry II (I), r. 1608–1624 (没有儿子，两个女儿先后成为洛林公爵夫人)
  - Nicole (m. Charles IV)
  - Claude (m. Nicholas II)
- Francis II, (查理三世的儿子，于1625年继承公爵之位，继位6天后退位给他的儿子)
- Charles IV, Duke of Lorraine r. 1624–1675 (于1634年短暂退位给他的弟弟)
  - Nicholas Francis (Nicholas II) (于1634年法军入侵期间短暂继任)
- Charles V, r. 1675–1690 (尼古拉斯·弗朗西斯的儿子)
- Leopold, r. 1690–1729
- 弗朗茨·史蒂芬一世，r. 1728–1737, 神圣罗马皇帝 r.  1745–1765

### 哈布斯堡-洛林王朝
- 约瑟夫二世 (1741–1790)，r. 1765–1790
- 利奥波德二世 (1747–1792)，r. 1790–1792
- 弗朗茨二世 (1768–1835)，神圣罗马皇帝 r. 1792–1806, 奥地利皇帝 r. 1804–1835
- 斐迪南一世，奥地利皇帝 (1793–1875), r. 1835–1848（于1848退位给他的侄子）
- 弗朗茨·约瑟夫一世 (1830–1916), r. 1848–1916, 弗朗茨·卡尔大公（即斐迪南一世之弟）之子

弗朗茨·约瑟夫之子鲁道夫皇太子于1889年自杀。其后，弗朗茨·约瑟夫的选定他的侄孙卡尔一世为继承人。卡尔是奥地利大公奥托·弗朗茨的儿子，也是弗朗茨·约瑟夫的弟弟卡尔·路德维希大公的孙子。
- 卡尔一世 (1887–1922), r. 1916–1919（1919年君主制遭推翻）
- 奧托·馮·哈布斯堡 (1912–2011)
- 卡爾·馮·哈布斯堡 (b. 1961)
  - 继承人: 費迪南·馮·哈布斯堡 (b. 1997)